# Dodge Avenger (Coupé)
Der Dodge Avenger ist ein von 1994 bis 2000 produziertes Sportcoupé mit Frontantrieb des US-amerikanischen Automobilherstellers Dodge. Das technisch identische Schwestermodell war der Chrysler Sebring, technische Verwandtschaft bestand ferner mit dem Mitsubishi Eclipse.

## Übersicht

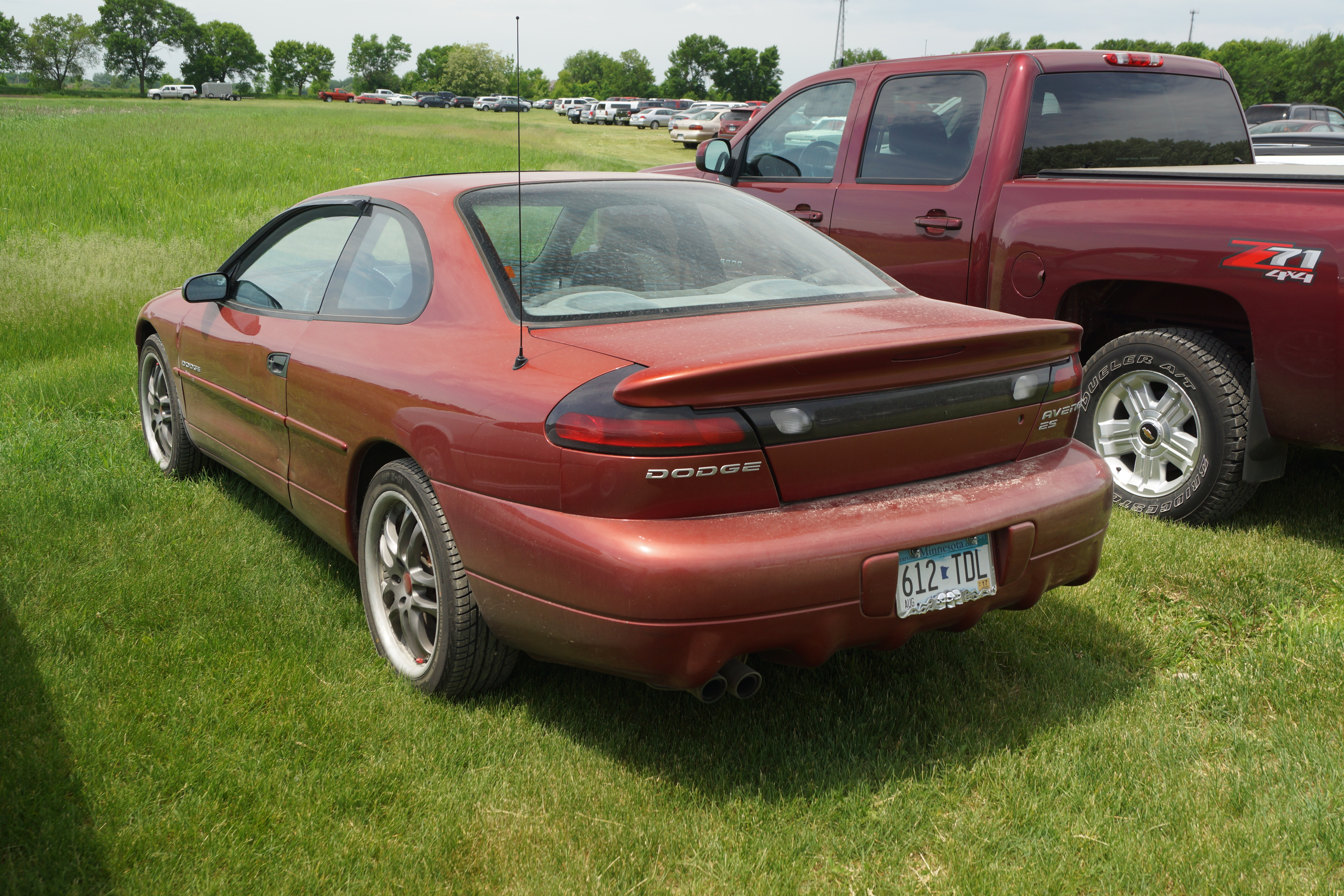
Heckansicht

Der Avenger („Rächer“) basierte auf der Technik des Mitsubishi Galant und war ein Produkt von Diamond-Star Motors, einem Joint-Venture zwischen Chrysler und Mitsubishi. Chrysler verkaufte seine Anteile 1993 an Mitsubishi, und Diamond-Star Motors wurde am 1. Juli 1995 in Mitsubishi Motors Manufacturing America (MMMA) umbenannt. Avengers und Sebring Coupés, die von 1994 bis 1996 gebaut wurden, tragen beide DSM-Kennzeichnungen im Motorraum. 
Anfang 1995 brachte Dodge den neuen Avenger als Coupé im sogenannten Cab-Forward-Design auf den Markt, mit weit nach vorne gerückter Passagierkabine und kurzem Vorderwagen. Vom Chrysler Sebring unterschied er sich hauptsächlich durch die Dodge-typische Gestaltung der Frontpartie mit in die Frontschürze integriertem Kühllufteinlass, durch eine rundlicher gestaltete Fensterlinie und C-Säule und ein eigenständiges Heckdesign. Außerdem war der Avenger nur als Coupé lieferbar, der Sebring hingegen auch als Cabriolet. Das Heckdesign mit dem aufgesetzten Spoiler und dem Rückleuchtenband (Blende) war vom Sportwagen Dodge Stealth abgeleitet.

### Technik
Der Avenger besaß in der Basisversion einen mit einem Fünfgang-Getriebe gepaarten 2,0-Liter-Vierzylinder mit zwei obenliegenden Nockenwellen (142 PS), der umfangreicher ausgestattete Avenger ES einen 2,5-Liter-V6 (157 PS) von Mitsubishi in Verbindung mit einer Viergangautomatik.
1996 wurde die Leistung des V6 auf 165 PS gesteigert. Ab 1997 wurden Basis- und ES-Version mit dem Zweiliter-Motor ausgerüstet, der V6 war für beide Modelle gegen Mehrpreis erhältlich. Ab 1998 gab es ein Sport-Paket, das den V6-Motor beinhaltete, 16-Zoll-Alufelgen, ein Lederlenkrad und einen Heckspoiler umfasste. Darüber hinaus beschränkten sich die Änderungen während der Laufzeit des Avenger auf kleinere Details. Ab dem Modelljahr 1999 verfügte das Modell serienmäßig über ABS.
In den fünf Jahren seiner Produktionszeit entstanden vom Avenger etwa 160.000 Exemplare.